# Leonid Frechkop
Leonid Frechkop (Леонид Исаакович Фрешкоп) est un peintre et critique d'art russe né le 6 novembre 1897 à Moscou et mort le 10 novembre 1982 à Bruxelles.

## Biographie

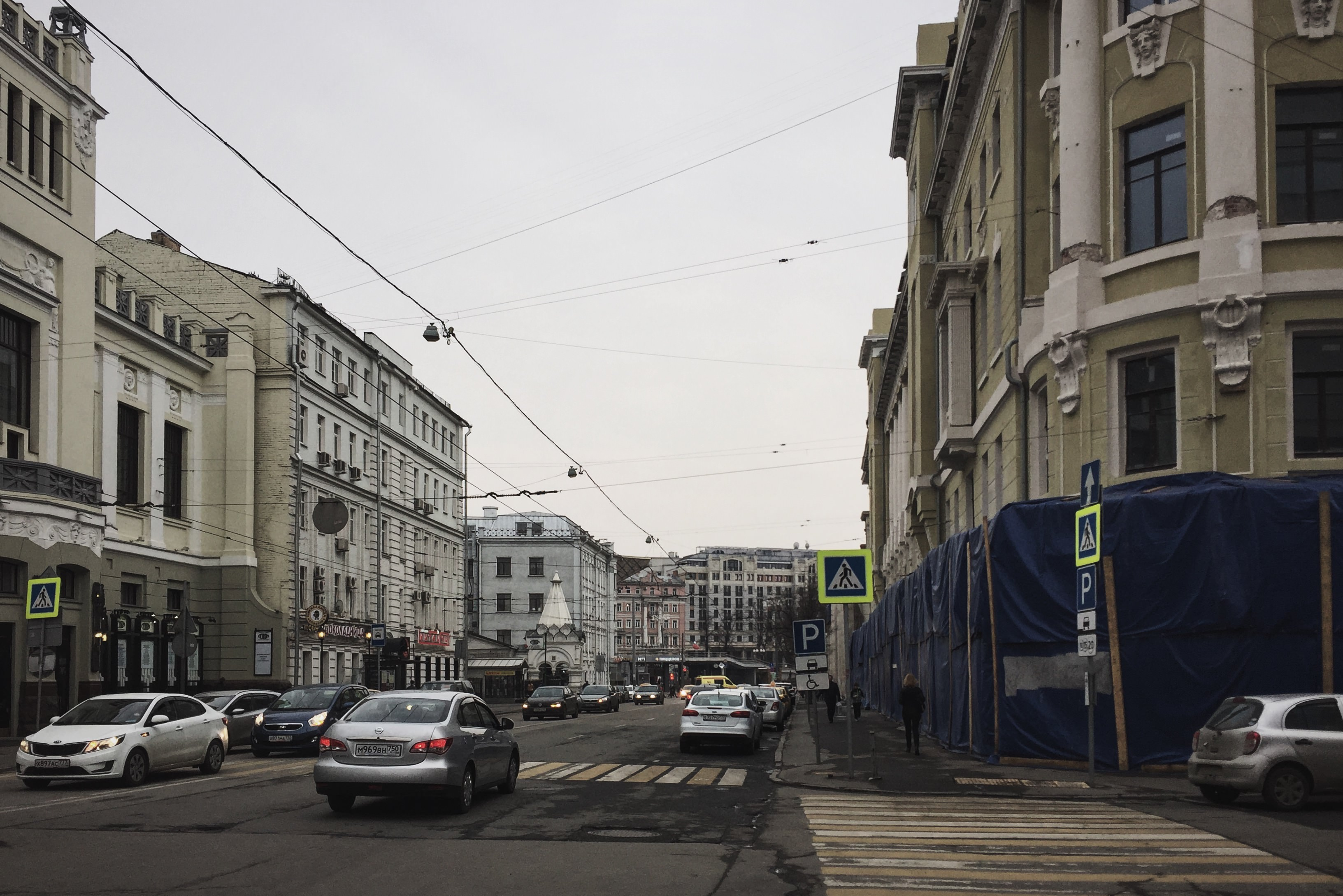
Vue de Malaya Dmitrovka à Moscou, rue où naquit Leonid Frechkop.

Leonid Isaacovitch Frechkop naît dans la Malaya Dmitrovka à Moscou, ses parents étant Isaac Abramovitch Frechkop (né à Simferopol en 1864) et son épouse née Eugenia Akimovna Kalmykova (née à Novotcherkassk en 1874). Il est le frère cadet du scientifique cryptozoologue belge Serge Isaacovitch Frechkop (1894-1967).
Élève entre 1916 et 1920 de l'École de peinture, de sculpture et d'architecture de Moscou et de l'Académie russe des beaux-arts, ayant pour maîtres Constantin Korovine, Abram Arkhipov et Nikolaï Kassatkine, Leonid Frechkop, quittant l'URSS par le port de Riga, arrive en France en 1921, puis en Belgique en 1922 pour s'y fixer définitivement, y débutant comme peintre-décorateur et contribuant à la réalisation en 1923, pour le Théâtre royal d'Anvers, des décors des opéras Le Coq d'or de Nicolaï Rimski-Korsakov et Eugène Onéguine de Piotr Illitch Tchaïkovsky. Il se lie d'amitié avec le décorateur de théâtre, argentin d'origine, Jules Payró, chez qui se rencontre tout un milieu artistique et intellectuel (on y trouve l'écrivain Paul-Aloïse De Bock et le peintre surréaliste Paul Delvaux). En 1925, Leonid Frechkop épouse Joséphine Edward, pianiste, par quoi il est le beau-frère du peintre belge Marcel Canneel.
En 1935, Leonid Frechkop effectue un séjour d'un an en Argentine — très lié aux milieux artistiques et intellectuels argentins, une exposition personnelle lui est consacrée en 1936 — et au Venezuela. Nous savons par son œuvre que ses villégiatures en France le conduisent en Savoie, en Provence ou encore en Corse. En 1968, son voyage en Turquie lui inspire essentiellement une suite d'œuvres sur le thème des monts Taurus.
Également traducteur de la poésie d'Alexandre Pouchkine, de Mikhaïl Lermontov et d'Apollon Maïkov, critique d'art par les articles qu'il consacre à l'art belge de son temps, Leonid Frechkop est vu par Laurence Brogniez comme l'un des peintres de Belgique qui ont dépassé par l'écrit leur vocation d'artiste.

## Contributions bibliophiliques
- Edmond-Luc Dumoulin, L'Oiseau inquiet, manifeste poétique, illustré par Georges Comhaire, Laurent Larose et Leonid Frechkop, Liège, éditions DUP, 1956.

## Expositions personnelles
- Galerie de Spectacles, Bruxelles, 1926.
- Galerie de la Toison d'or, Bruxelles, 1931.
- Galerie Müller, Buenos Aires, 1936.
- Palais des beaux-arts, Bruxelles, 1938.
- Palais d'Egmont, Bruxelles, 1949.
- Galerie Breughel, Bruxelles, 1952, 1961.
- Galerie René Steen, Bruxelles, 1964, 1968.
- Galerie L'Œil, Bruxelles, 1983, 1987.
- Leonid Frechkop - Œuvres, période fantastique, galerie L'Œil, Bruxelles, mars 1989[6],[7].

## Expositions collectives
- La Vie quotidienne des travailleurs, Moscou, 1922.
- Salon d'Anvers, 1926.
- Exposition d'art russe ancien et nouveau, palais des Beaux-Arts de Bruxelles, mai-juin 1928.
- Salon des indépendants, Paris, 1929.
- Salon de Gand, 1929, 1933.
- Leonid Frechkop et Albert van Dyck, galerie Georges Giroux, 1935.
- Artistes d'Europe de l'Est, Bruxelles, 1936.
- Salon des artistes russes à Bruxelles, galerie de la Toison d'or, Bruxelles, décembre 1943 - janvier 1944.
- Exposition d'art belge contemporain, Rio de Janeiro et São Paulo, 1946.
- Salle de la Fédération des métiers d'art du Brabant, Bruxelles, 1976.
- L'Enlèvement d'Europe - Trois millénaires d'un mythe, hôtel de ville de Bruxelles, octobre-novembre 2010.
- Venere Russa, Villa Regina Margherita, Bordighera, juillet-septembre 2014[8].

## Réception critique
- « La Galerie L'Œil (rue Ravenstein, 7), se souvient de Leonid Frechkop, né à Moscou au début du siècle et venu peindre chez nous avec ses dons et ses rêves. On n'a pas fini d'explorer son héritage : l'exposition rassemble des toiles de sa période fantastique, vastes formats tumultueux où sont confrontées les forces du mal celles de l'amour et de la rédemption et la beauté nue poignardée par ses ennemis. C'est le grand théâtre de la vie, somptueusement peint dans un climat "rétro" qui a les faveurs aujourd'hui. » - Paul Caso[6]
- « Une harmonie rare de rythmes et de couleurs, une grande force dans le trait. La mise en page sûre et autoritaire de ses portraits prouve que cet artiste qui vint assez jeune, après des études chez Korovine à Moscou, vivre en France et en Belgique, a longuement regardé les maîtres de la Renaissance. L'élancement de ses nus, la sobriété de ses paysages savoyards et provençaux, la vigueur et la sensibilité de chacune de ses compositions, tant de qualités plastiques méritent qu'on recherche aujourd'hui les toiles de cet artiste oublié. » - Gérald Schurr[9]
- « Son goût du mystère teinté de romantisme est perceptible dans ses figures, danseurs, fillettes et nus, pleines de tendresse. » - Dictionnaire Bénézit[10]

## Récompenses
- Prix de Rome, 1922[réf. nécessaire].

## Élèves
- Fernande Labonté[11].
- Ghislaine de Menten de Horne[12]. C'est en 1938 que Ghislaine de Menten de Horne passa une année dans l'atelier de Leonid Frechkop dont elle fut à la fois l'élève et le modèle.

## Collections publiques
Argentine
- Buenos Aires, musée national des Beaux-Arts : Portrait du Docteur Yobeta[13].

Belgique
- Bruxelles :
  - Archives et Musée de la littérature : Chanson de Bilitis, épreuve d'artiste, tirage 50 exemplaires, 1956.
  - cabinet des estampes.
  - musée d'Ixelles.
- Dinant, musée[Lequel ?].
- Helmond, Gemeentemuseum (nl) : Boucher avec sa femme.

France
- Paris, musée national d'Art moderne.